# Sillano
Sillano é uma comuna italiana da região da Toscana, província de Lucca, com cerca de 784 habitantes. Estende-se por uma área de 62 km², tendo uma densidade populacional de 13 hab/km². Faz fronteira com Collagna (RE), Fivizzano (MS), Giuncugnano, Ligonchio (RE), Piazza al Serchio, San Romano in Garfagnana, Villa Collemandina, Villa Minozzo (RE).

## Demografia
| Variação demográfica do município entre 1861 e 2011                               |
|                                                                                   |
| Fonte: Istituto Nazionale di Statistica (ISTAT) - Elaboração gráfica da Wikipedia |